# Dermea molliuscula
Dermea molliuscula är en svampart som först beskrevs av Ludwig David von Schweinitz, och fick sitt nu gällande namn av J.W. Groves 1946. Dermea molliuscula ingår i släktet Dermea och familjen Dermateaceae.   Inga underarter finns listade i Catalogue of Life.